# Prezentacja Marii w świątyni
Prezentacja Marii w świątyni – obraz renesansowego włoskiego malarza Tycjana.

## Historia obrazu
Obraz został namalowany na zlecenie bractwa mającego swoją siedzibę w Scuola Grande di Santa Maria della Carita. Budynek został następnie wcielony do Gallerii dell’Accademia a płótno znajduje się w nim do dziś. Dzieła miało ozdobić salę zgromadzeń dell'Albergo oraz stanowić uzupełnienie do cyklu obrazów pt. Historia Najświętszej Marii Panny upamiętniającego dzieje patrona. Cykl uzupełniały obrazy Giampietra Silvia pt. Zaślubiny Marii i Girolama Dentego pt. Zwiastowanie. Oba płótna znajdują się obecnie w kościele parafialnym w Mason Vicentino.

## Opis obrazu
Tycjan ukazał scenę obrazującą legendę opowiadającą o trzyletniej Marii, która sama weszła po stromych schodach do Świątyni Jerozolimskiej. Scena była celebrowana w święto Ofiarowania Najświętszej Marii Panny rozgrywanej uroczyście co roku w  Wenecji. Kompozycja obrazu jest dwudzielna. Po lewej stronie, na tle alpejskiego krajobrazu przypominający rejon Marmarole del Cadore, przedstawia postacie należące do scuoli (rady). Według Giorgio Vasari osoby te zostały namalowane z natury a historiografowie rozpoznali w nich twarze kilku konfratrów. Po prawej stronie widoczna jest samotna Maria wspinająca się po schodach a jej sylwetka podkreślona jest złotą aureolą. Stopni prowadzących do świątyni jest piętnaście co ma odwoływać się do ilości psalmów "stopni" odmawianych przez pielgrzymów wchodzących do świątyni. Maria jest obserwowana przez tłum wśród których znajdują się już starzy rodzice Anna i Joachim (mężczyzna trzymający rękę na ramieniu kobiety, odwrócony plecami do widza).
Widz ma okazje obserwowania jednej lub drugiej kompozycji a rozmiar dzieła (pawie 8 metrów szerokości) podkreśla efekt dwudzielności i ciągłości sceny.
Według jednej z hipotez cała ukazana scena jest alegorycznym przedstawieniem drogi ludzkości podążającej ku Zbawieniu. Przedstawione detale: marmurowe popiersie, star kobieta, kapłani i świątynia są symbolami Starego Testamentu. Maria wchodząca po stopniach i postacie u stóp schodów są zwiastunem nowej epoki, nowego Bożego Prawa (sub lege) przynoszącego Bożą łaskę (sub gratia).
Badania radiograficzne wykazały, iż w lewym oknie widocznego budynku (nad postacią Marii) w miejsce dwóch kobiet Tycjan umieścił swój autoportret oraz podobiznę zmarłej w 1530 roku żony Cecylii. U podnóża schodów w żółto-szarej sukni stoi jego córka Lawinia.
Obraz posiada dwa dolne wycięcia na otwory drzwiowe. Pierwsze znajdujące się po prawej stronie było zaplanowane już przez Tycjana, który zaprojektował nad nim portal gotycki widoczny na obrazie. Drzwi prowadziły do komnaty dziś już zamurowanej. Wycięcie na drugi otwór drzwiowy po lewej stronie powstało 10 marca 1572 roku i zostało wykonane za zgodą Tycjana.